# Allomicrus exiguus
Allomicrus exiguus là một loài bọ cánh cứng trong họ Cerambycidae.